# Oberbipp
Oberbipp (toponimo tedesco) è un comune svizzero di 1 733 abitanti del Canton Berna, nella regione dell'Emmental-Alta Argovia (circondario dell'Alta Argovia).

## Monumenti e luoghi d'interesse

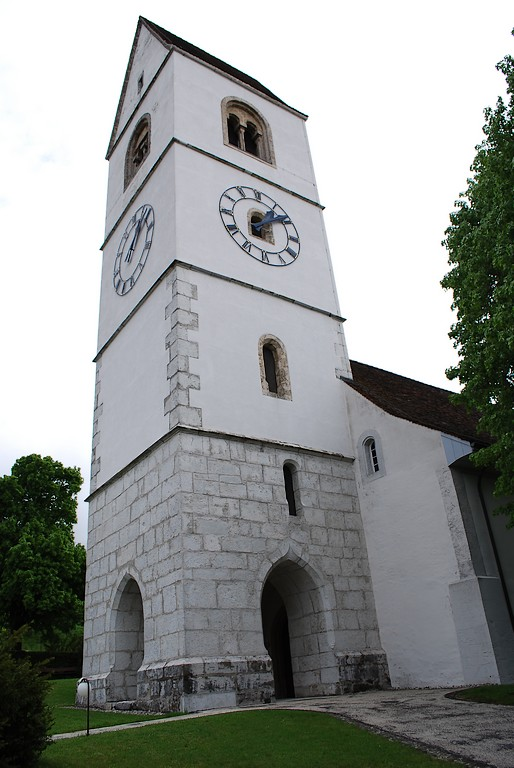
La chiesa riformata

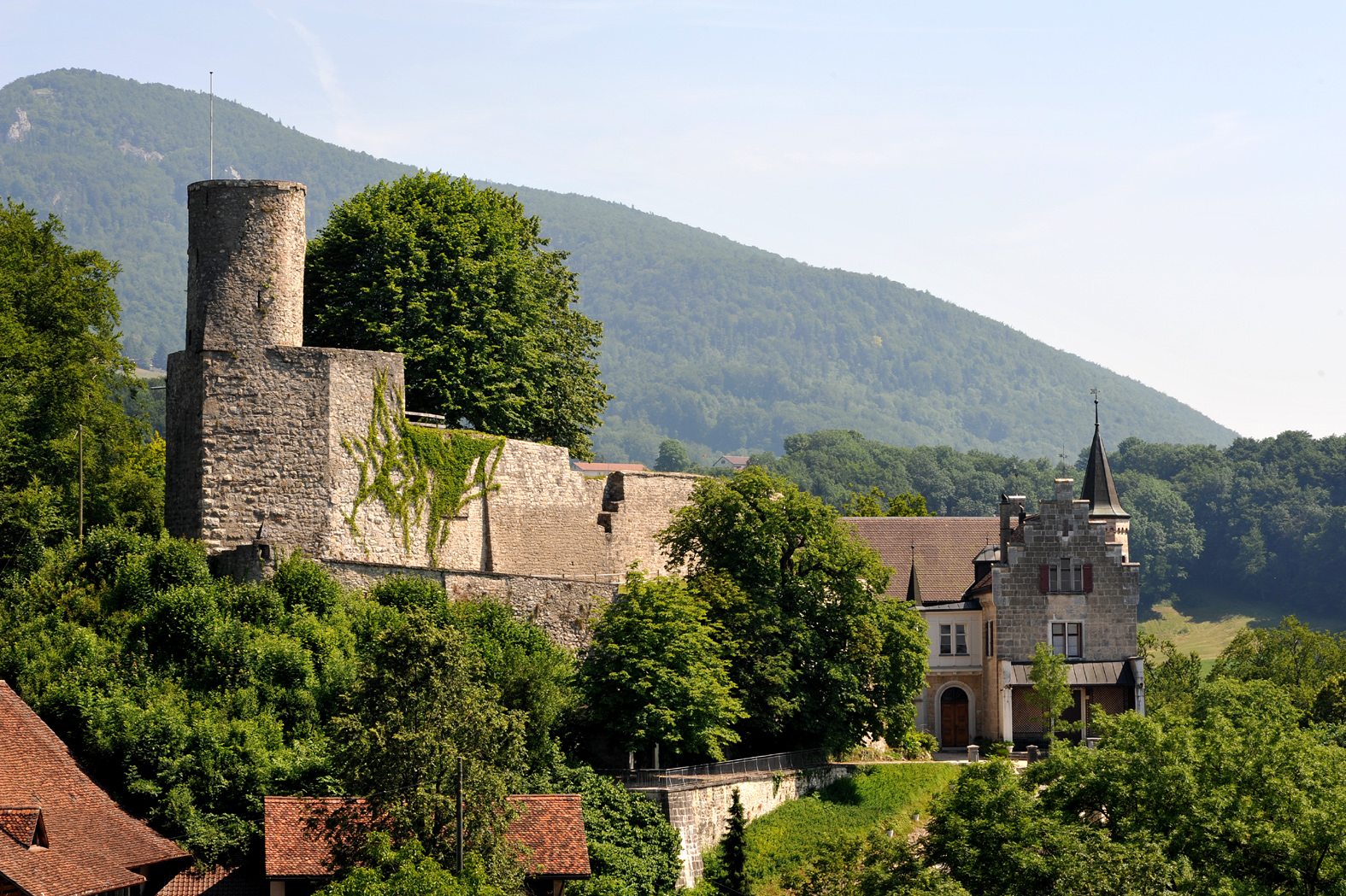
Il castello di Bipp

- Chiesa riformata (già di San Giovanni), eretta nell'VIII secolo e ricostruita nel 1686 da Abraham Dünz[1];
- Castello di Bipp, eretto nel Medioevo[1].

## Società

### Evoluzione demografica
L'evoluzione demografica è riportata nella seguente tabella:
Abitanti censiti

## Infrastrutture e trasporti
Oberbipp è servito dall'omonima stazione sulla ferrovia Soletta-Niederbipp.

## Amministrazione
Ogni famiglia originaria del luogo fa parte del cosiddetto comune patriziale e ha la responsabilità della manutenzione di ogni bene ricadente all'interno dei confini del comune.